# Quartering Act
Der Quartering Act (deutsch Einquartierungsgesetz), zwei Gesetze des britischen Parlaments von 1765 bzw. 1774, zwang die Kolonisten in der amerikanischen Kolonialzeit, britische Soldaten zu beherbergen und zu versorgen.
Um eine Wiederholung zu verhindern, wurde der 3. Zusatzartikel zur Verfassung der Vereinigten Staaten geschaffen.